# Galambos Ferenc (irodalomtörténész)
Galambos Ferenc (eredeti nevén: Gruber Ferenc; 1940-ig) (Rimaszombat, 1910. augusztus 1. – Budapest, 1988. szeptember 13.) jogtanácsos, irodalomtörténész, bibliográfus. A Kisgrafika Barátok Köre egyik alapító tagja, a Kisgrafika Értesítő (majd annak jogutódja, a Kisgrafika) szerkesztője, a Könyvtáros folyóirat két állandó rovatának – „Könyvtárosok és bibliográfusok”, „A Könyvtáros galériája” – egyik leggyakoribb munkatársa.

## Életpályája
Székesfehérváron a cisztercita gimnáziumban érettségizett. Budapesten tanult jogot. Összeállította A magyar ex libris irodalom bibliográfiáját, melyet Egerben adtak ki 1972-ben, Ebergényi Tibor könyvtárigazgató bevezetésével. 1948-ig fővárosi tisztviselő volt; majd több vállalatnál dolgozott. 1970-ben nyugalomba vonult.

### Munkássága
Több száz művészettörténeti publikációt írt hazai és külföldi (olasz, spanyol, portugál, dán, holland) lapokban. Számos albumhoz írt bevezetőt, művészéletrajzot, kiállítási katalógusokhoz ismertetőt. 1961-ben védetté nyilvánított kb. 16000 könyvtárában számos bibliofil ritkaságot őrzött, főként bibliográfiai, könyvtártudományi, szociológiai, irodalom- és művészettörténeti tárgyú könyveket és folyóiratokat gyűjtött. Jelentékeny irodalomtörténeti és könyvészeti munkásságot fejtett ki, irodalomtörténeti tanulmányokat írt, bibliográfusi munkát végzett, foglalkozott régi folyóiratok, újságok repertóriumainak elkészítésével. Élete végéig több mint 50 bibliográfiát készített. Legjelentősebb munkája a Nyugat repertórium (1959) volt. Ezt követte az Irodalomtörténet, az Irodalomtörténeti Közlemények, a Magyar Könyvszemle, a Könyvtári Szemle, a Múzeumi és Könyvtári Értesítő repertóriuma. Nagy hetilapokat is feldolgozott: A Hét, Magyar Géniusz, Új Idők, Vasárnapi Újság. Személyi bibliográfiái közül kiemelkedik Herman Ottó, Takáts Sándor, Károlyi Mihály műveinek jegyzéke, a tematikus bibliográfiák közül pedig A magyar reklámirodalom bibliográfiája és A magyar ex libris irodalom bibliográfiája. Sokat beszélgetett Kozocsa Sándorral. Bibliográfiai munkásságával a tudományos kutatást akarta elősegíteni, közben hatalmas szakműveltségre tett szert. A kisgrafika, ex libris téma népszerűsítésére a magyar mellett írásai jelentek meg olasz, spanyol, dán, portugál, holland folyóiratokban is.
Sírja a Rákoskeresztúri temetőben található (128-1-124).

## Művei
- Aranyvirág (versek és műfordítások, Budapest, 1936)
- Nyugat repertórium (Budapest, 1959)
- A Kelet Népe repertóriuma (1972) → elektronikus elérhetőség:
- Ex libris bibliográfia. A magyar ex libris irodalom bibliográfiája 1920-1970 (Eger, 1972)[3]